# Plananalyse
Bei einer Plananalyse werden Verhaltensweisen eines Menschen in Beziehung zu seinen Bedürfnissen gesetzt. Es wird angenommen, dass verschiedene Verhaltensweisen als Mittel eingesetzt werden, um die eigene Bedürfnisbefriedigung als Ziel zu erreichen. Sie ist eine Weiterentwicklung der vertikalen Verhaltens- und Problemanalyse (Makroanalyse), soll aber schulenunabhängig sein. Das Ziel einer Plananalyse ist:
- Die Probleme des Patienten zu verstehen.[2]
- Möglichkeiten und Anforderungen für die Therapiebeziehung einzuschätzen.[2] Die Interaktionsziele sollten im Therapieverlauf kontinuierlich eingeschätzt werden, da die Interaktionsziele sich im Verlauf auch ändern können.[3] Siehe auch: Komplementäre Beziehungsgestaltung nach Klaus Grawe.

## Autoren
Die Grundidee stamme von Miller, Galanter und Pribram aus dem Jahr 1960, die annahmen, dass Verhalten durch übergeordnete Ziele und Pläne bestimmt wird und mit Handlungsregeln verknüpft ist. Die Plananalyse sei von Klaus Grawe und Dziewas 1978 an der Universität Hamburg unter der Bezeichnung „vertikale Verhaltensanalyse“ ausgearbeitet worden und zusammen mit Franz Caspar ab dem Jahr 1979 zur Plananalyse weiter ausgearbeitet worden. Caspar habe die Plananalyse dann im Jahr 1996 ausgebaut. Grawe habe sie 1996 hingegen zur Schemaanalyse weiterentwickelt. Die Plananalyse ist in den Annahmen sparsamer als die Schemaanalyse und beschränkt sich bei der Analyse der Kognitionen und Emotionen auf die instrumentelle Mittel-Zweck-Relation, während die Schemaanalyse diese vor dem Hintergrund der Schema-Theorie nach Grawe (1986) analysiert. Ferner entwickelte Schiepeck in den Jahren 1991 und 1995 die sequentielle Plananalyse (SPA), die zur Psychotherapieforschung eingesetzt wird, um die Therapeut-Klientenbeziehung zu untersuchen.

## Erhebung
Von Interesse für die Plananalyse seien vor allem jene Verhaltensweisen, die beim Untersucher oder bei Berichterstattern Handlungsimpulse auslösen. Von diesem Verhalten kann dann auf übergeordnete Ziele, die mit dem Verhalten erreicht werden sollen, geschlossen werden. Das bedeutet, man schließt vom Verhalten auf Verhaltensziele, die sich nicht auf Einzelpersonen beziehen, sondern abstrakter sind und insofern übergeordnet sind.
Siehe auch: Gegenübertragung
Pläne können aber neben der fortlaufenden Selbst- und Fremdbeobachtung auch über Fragebögen erschlossen werden, beispielsweise über die Fragebögen FAMOS oder INK.

## Grafische Darstellung
Bei einer Plananalyse werden oben die individuellen Bedürfnisse als Ziele notiert und unten die typischen Verhaltensweisen als Mittel zur Zielerreichung. Die Verbindung zwischen den Bedürfnissen und Verhalten werden durch Linien dargestellt. Um diese Verbindung verständlich zu machen, können auch Zwischenschritte notwendig sein. Eine Verzweigung nach unten bedeutet, dass ein Bedürfnis durch verschiedene Verhaltensweisen erreicht werden kann, beispielsweise kann das Ziel, Geld zu erwirtschaften, sowohl durch Spekulation an der Börse, als auch durch beruflichen Erfolg erreicht werden. Eine Verzweigung nach oben bedeutet, dass ein Verhalten der Befriedigung mehrerer Bedürfnisse dient. Da auch im SORKC-Modell Bedürfnisse in der Organismusvariable (O) und konkretes Verhalten in der Reaktion (R) erfasst werden, gibt es Überschneidungsbereiche.

## Schulenunabhängigkeit
Die Plananalyse ist zwar die Weiterentwicklung einer kognitiv-verhaltenstherapeutischen Fallkonzeption, soll aber als von Therapieschulen unabhängiges Analyseverfahren verstanden werden. Beispielsweise können mit einer Plananalyse auch psychodynamische Modelle zur Ätiologie einer psychischen Störung veranschaulicht werden. In der Plananalyse können auch intrapsychische Strategien veranschaulicht werden. Dies entspricht der Auffassung in der Verhaltenstherapie, dass kognitive Strategien auch Formen von Verhalten sind.
- Im Vordergrund der Betrachtung steht die instrumentelle Funktion des Verhaltens im Sinne einer Mittel-Zweck-Relation, aber auch im Sinne einer finalen Relation nach Adler. Es geht um den subjektiven und objektiven Nutzen des Verhaltens und der Plan umfasst die Ziele und Mittel.[2]

- Die Pläne müssen nicht notwendigerweise bewusst sein.[2]
- Es wird keine „Rationalität“ unterstellt.[2]
- Die Pläne sollen keine Realität abbilden, sondern Konstrukte des Beobachters sein (konstruktivistische Sicht)[2]